# Liste der Biografien/Sih
Liste der Biografien |
Portal Biografien |
Personensuche
# |
A |
B |
C |
D |
E |
F |
G |
H |
I |
J |
K |
L |
M |
N |
O |
P |
Q |
R |
S |
T |
U |
V |
W |
X |
Y |
Z |
?
 
Sa |
Sb |
Sc |
Sd |
Se |
Sf |
Sg |
Sh |
Si |
Sj |
Sk |
Sl |
Sm |
Sn |
So |
Sp |
Sq |
Sr |
Ss |
St |
Su |
Sv |
Sw |
Sy |
Sz
 
Sia |
Sib |
Sic |
Sid |
Sie |
Sif |
Sig |
Sih |
Sii |
Sij |
Sik |
Sil |
Sim |
Sin |
Sio |
Sip |
Siq |
Sir |
Sis |
Sit |
Siu |
Siv |
Siw |
Six |
Siy |
Siz
Die Liste der Biografien führt alle Personen auf, die in der deutschsprachigen Wikipedia einen Artikel haben. Dieses ist eine Teilliste mit 23 Einträgen von Personen, deren Namen mit den Buchstaben „Sih“ beginnt.

## Sih

### Siha
- Sihalath, Tee (* 2002), laotischer Fußballspieler
- Sihame, Ayouba Ali (* 1994), komorische Schwimmerin
- Sihanart Suttisak (* 1997), thailändischer Fußballspieler

### Sihe
- Sihetij, Stepan (1926–2014), ukrainischer Künstler

### Sihi
- Sihine, Sileshi (* 1983), äthiopischer Langstreckenläufer
- Sihite, Pretty (* 1996), indonesische Leichtathletin

### Sihl
- Sihlaroğlu, Efe-Kaan (* 2005), türkisch-deutscher Fußballspieler
- Sihle, Martin (1863–1945), lettischer Internist
- Sihle-Wissel, Manfred (* 1934), deutscher Bildhauer und Porträtist
- Sihler, Andrea (* 1957), österreichische Schauspielerin
- Sihler, Helmut (* 1930), österreichischer Manager und Honorarprofessor
- Sihler, Hermann (1883–1968), deutscher Rechtsanwalt, Kommunalpolitiker und Landrat
- Sihler, Horst Dieter (1938–2023), österreichischer Schriftsteller, Lyriker und Filmkritiker
- Sihler, Wilhelm (1801–1885), deutscher lutherischer Pfarrer

### Sihn
- Sihnewitsch, Mikalaj (* 1992), belarussischer Fußballspieler

### Siho
- Sihol, Caroline (* 1949), französische Schauspielerin
- Sihon, König der Amurriter, Person im fünften Buch Mose
- Sihow, Kostjantyn (* 1962), ukrainischer Philosoph und Verleger

### Sihr
- Sihr, Sklavin und Konkubine

### Sihv
- Sihvola, Aukusti (1895–1947), finnischer Ringer
- Sihvonen, Iris (1940–2010), finnische Eisschnellläuferin
- Sihvonen, Olavi (1918–1984), finnischer Skilangläufer und Nordischer Kombinierer
- Sihvonen, Toni (* 1971), finnischer Eishockeyspieler und -trainer